# Stüsslingen
Stüsslingen is een gemeente en plaats in het Zwitserse kanton Solothurn en maakt deel uit van het district Gösgen.

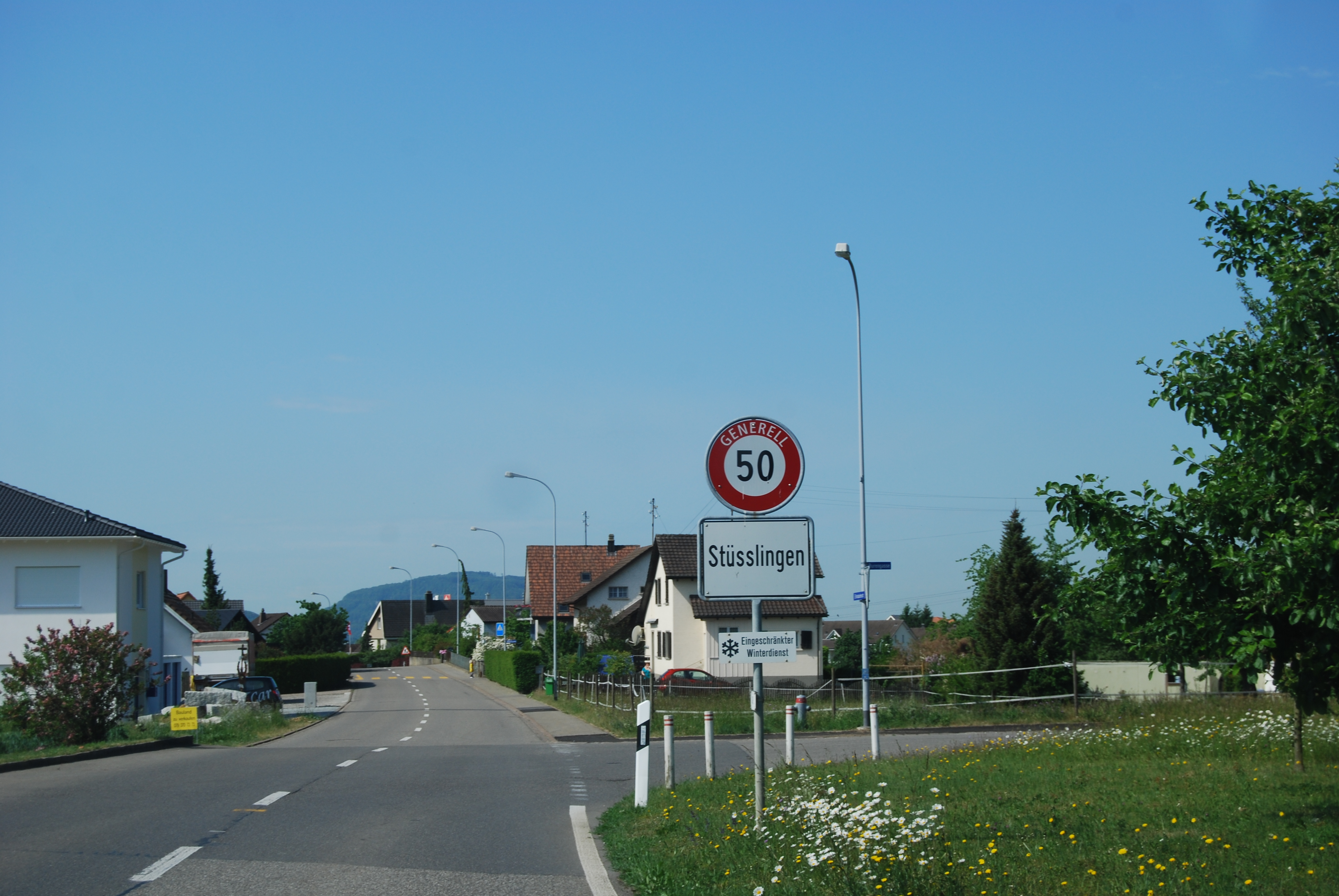
Stüsslingen

Stüsslingen telt 1001 inwoners.